# WASP-76 b

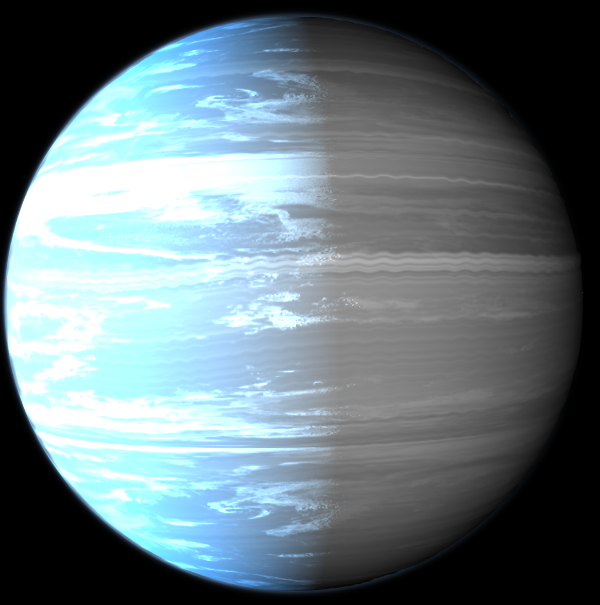
Vue d'artiste de WASP-76 b.

WASP-76 b est une exoplanète ultrachaude en orbite autour de WASP-76 (en), une étoile de type F7 de la séquence principale située à 636 al dans la constellation des Poissons, découverte en 2013 par le projet SuperWASP.

## Caractéristiques
WASP-76 b est en résonance spin-orbite 1:1, avec une période de révolution de 1,8 jour. L'hémisphère diurne a une température supérieure à 2 400 °C, et l'hémisphère nocturne d'environ 1 500 °C. En 2018, une absorption dissymétrique entre les deux hémisphères est observée par le spectrographe ESPRESSO, et attribuée au fer neutre. Le signal provenant du limbe occidental (limite jour → nuit) subit un décalage vers le bleu correspondant à une vitesse de −11 ± 0,7 km/s, interprétée comme la somme de la vitesse de rotation de la planète et de la vitesse du vent (18 000 km/h) soufflant depuis l'hémisphère éclairé. Aucun signal n'est observé en provenance du limbe oriental (limite nuit → jour), indiquant l'absence d'absorption de la lumière de l'étoile par le fer atomique à cet endroit. Ces observations sont interprétées comme la manifestation d'une évaporation du fer dans l'hémisphère diurne et de sa condensation et retombée en pluie dans l'hémisphère nocturne,,.
La présence de baryum a été détectée dans la haute atmosphère. Il est étonnant que cet élément 2,5 fois plus lourd que le fer se trouve à des altitudes aussi élevées et ne retombe pas en pluie à l’instar du fer. Le baryum est aussi présent dans la haute atmosphère de l’exoplanète WASP-121 b.

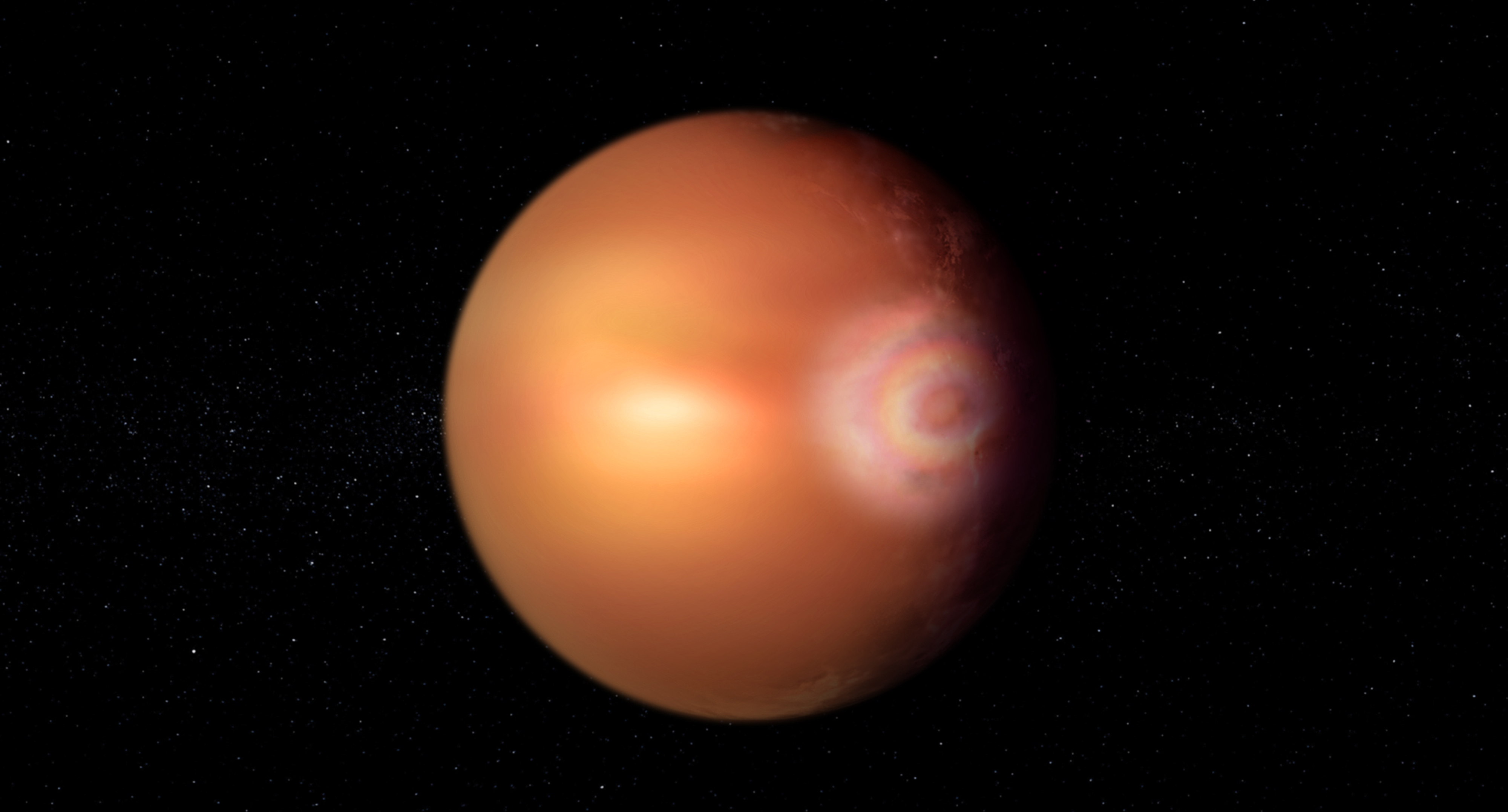
Vue d'artiste d'un potentiel effet de gloire détecté sur WASP-76b

En 2024, l'ESA publie un article sur un potentiel effet de gloire détecté grâce aux données de ses missions sur la recherche d'exoplanètes dont CHEOPS ainsi que les données de la NASA.